# Hemsleya delavayi
Hemsleya delavayi är en gurkväxtart som först beskrevs av François Gagnepain, och fick sitt nu gällande namn av Charles Jeffrey, Cheng Yih Wu och C.L. Chen. Hemsleya delavayi ingår i släktet Hemsleya och familjen gurkväxter. Utöver nominatformen finns också underarten H. d. yalungensis.